# Stazione di Porto
La stazione di Porto è stata una stazione ferroviaria situata nel comune di Fiumicino, nei pressi dell'antico Porto di Traiano.

## Storia
La fermata di Porto venne attivata nel 1878 assieme all'intero collegamento per Ponte Galeria.
Negli anni sessanta del XX secolo le Ferrovie dello Stato progettarono una linea ferroviaria di collegamento con l'aeroporto di Fiumicino, che si sarebbe diramata dalla linea esistente proprio in corrispondenza della fermata di Porto, di cui era prevista la trasformazione in stazione con l'erezione di un nuovo fabbricato viaggiatori.
La mancata realizzazione del progetto fece assumere alla struttura il ruolo di stazione al servizio dei passeggeri dell'aeroporto, ma l'utenza rimase scarsa a causa della lontananza della stazione dagli ingressi dello scalo aeroportuale.
La stazione, ritrasformata in fermata a partire dal 21 gennaio 1985, fu chiusa al traffico nel maggio 1990 in seguito all'apertura della stazione di Fiumicino Aeroporto, situata all'interno dello scalo aereo.